# Zaclumia
La Zaclumia (citata nei testi di lingua italiana anche come: Zacumia e Zaculmia; in croato Zahumlje e Hum, in serbo Захумље?, Zahumlje; in albanese Kuljm) fu un principato slavo medievale localizzato nelle regioni dell'Erzegovina e della Dalmazia, veniva anche denominata Chelmia o Terra di Chelm o di Hum.

## Localizzazione e popolazione
La Zaclumia deve il suo nome dai monti Hum che si estendono in Erzegovina, alla foce del fiume Narenta. Il suo confine meridionale era la città di Ragusa che ne segnava la frontiera con il principato di Travunia, mentre a nord-ovest confinava con la regione di Pagania (Narentani).
I primi abitanti slavi giunsero nella zona nel V secolo e si mescolarono alle popolazioni di origine illirica e romana. È, però, nel VII secolo che ebbe luogo la più grande migrazione di Slavi al seguito del'arconte sconosciuto. 
In seguito Nelle terre dalmate e dell'Erzegovina si stanziarono tribù serbe e croate governate dalla casa dei Višević proveniente dalla Croazia bianca, una regione che si estendeva lungo il corso del fiume Vistola. Uno dei centri maggiori della Zaclumia era la città di Stagno, importante centro politico e religioso.

## Storia

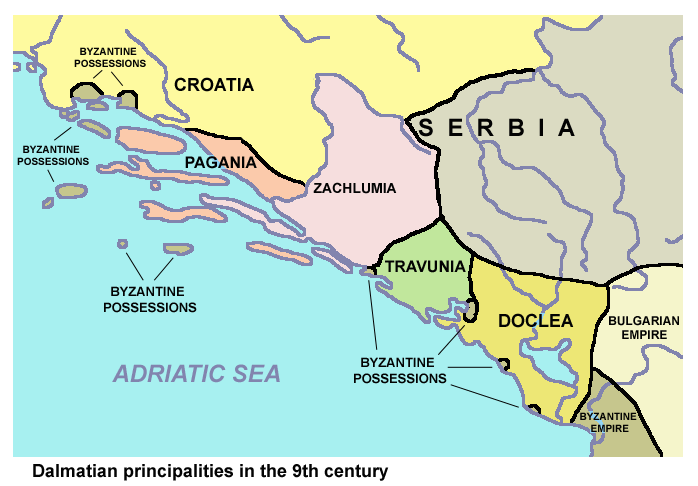
Localizzazione della Zaclumia nei Balcani.

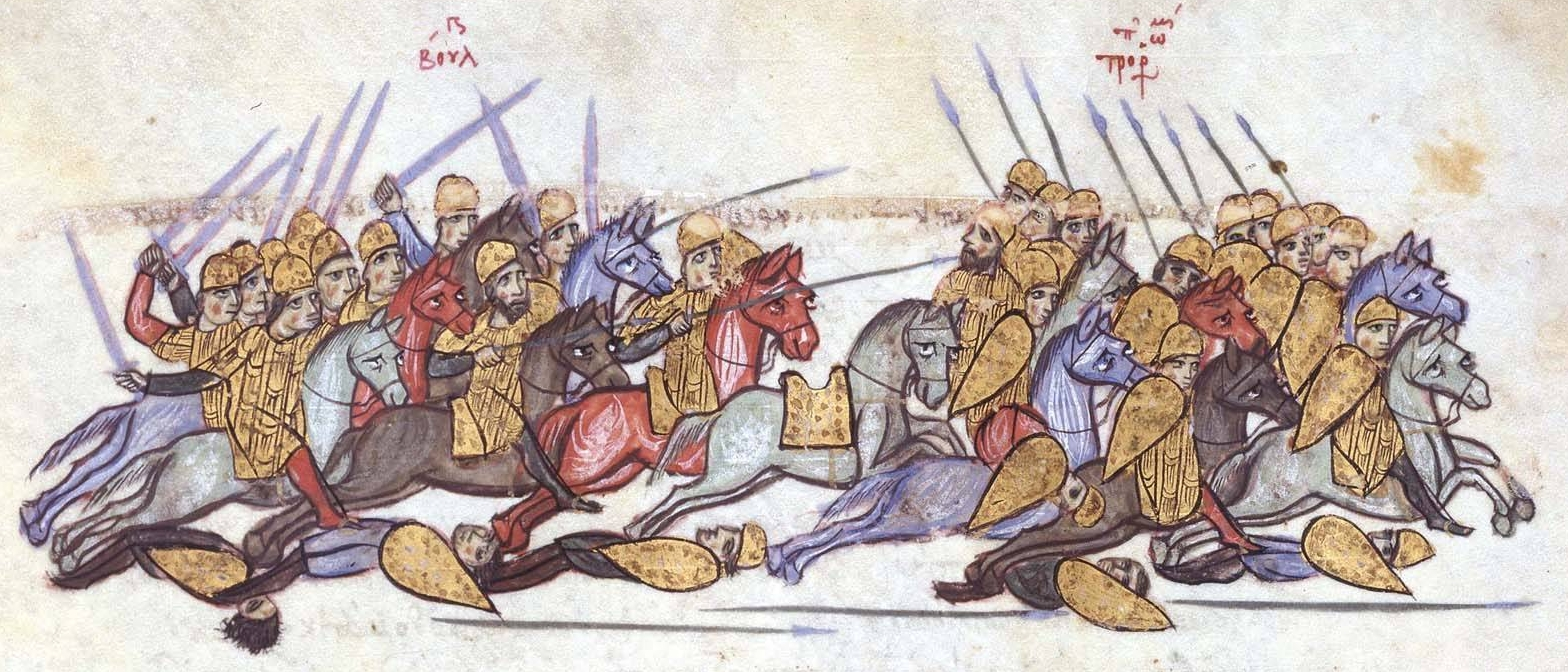
Vittoria dei Bulgari su Bisanzio.

Il principato di Zaclumia fu fondato intorno al 630, quando l'imperatore bizantino Eraclio chiamò in soccorso per combattere gli Avari le popolazioni serbe e croate dell'Europa centrale e affidò loro in vassallaggio le terre che avevano sottratto al nemico.
Nell'869, l'imperatore Basilio il Macedone convinse il sovrano di Zaclumia a combattere a fianco di Bisanzio una guerra contro i Saraceni: in questa occasione il principato dimostrò di essere un valido alleato e uno Stato importante internazionalmente.
Verso la fine del IX secolo, però, il Gran principe di Rascia, Pietro di Serbia, iniziò ad espandere i suoi poteri a spese della Zaclumia, facendo valere l'antico privilegio secondo cui Zaclumia doveva restare un feudo della Rascia. Spinse con le sue armate l'esercito del principe legittimo Michele di Zaclumia lontano dalla terraferma, obbligandolo a riparare nella zona insulare del paese. Successivamente, Pietro negoziò coi Bizantini un'alleanza per attaccare la Bulgaria, Michele riferì del complotto allo zar bulgaro Simeone I che, dopo aver sbaragliato l'esercito bizantino in Tracia, mandò in Rascia un'armata guidata da Pavle Branović che nel 917 spodestò Pietro e lo condusse in Bulgaria perché fosse giustiziato. Michele Višević tornò sul proprio trono e regnò pacificamente.
Nel 925 Michele partecipò al Sinodo di Spalato insieme al duca Tomislao di Dalmazia: la Zaclumia fu assoggettata al potere religioso dell'arcivescovo di Spalato e a quello politico dello stesso Tomislao che fu incoronato re di Croazia. Successivamente, il principe interruppe le relazioni amichevoli con la Bulgaria e si riavvicinò all'Impero bizantino, ricevendo il titolo di viceré delle proprie terre in nome di Bisanzio. Dopo la morte nel 950 di Časlav Klonimirović che aveva unificato le terre serbe, la Zaclumia perse di importanza a favore della potenza emergente della Doclea e del Gran principato di Rascia.
Della Zaclumia, però, fu originario Stefano Nemanja, il capostipite della dinastia dei Nemanjić che dall'XI al XIV secolo governò la Serbia unificata, arrivando a creare con Stefano Dušan un Impero serbo.